# 張文帝洋樓
張文帝洋樓，是一座位於中華民國福建省金門縣烈嶼鄉的一棟出龜洋樓，2003年12月1日登錄為金門縣文化資產。

## 沿革
該建築由由張文帝（1897-1987年）興建，其父張珪祥於清光緒26年（1900年）前往南洋發展後，於1916年將張文帝和兄弟帶到馬來西亞，在當地創立「瑞祥」商號，1933年，張文帝回鄉並計畫為父母建造房屋親自監工，洋樓於1935年竣工。據張惠英和親族的證言，洋樓的建材來自大陸。然而，設計該洋樓的建築師和工匠的身分已不可考。
由於當時時局動盪，洋樓完工的父母和張文帝都未返回金門居住，1937年日軍佔領金門後，並駐紮洋樓內設立指揮所，1945年，日軍因第二次世界大戰戰敗投降後撤離金門，張文帝家族並未返回金門，僅短暫回到金門幾次，在此期間，洋樓由張文帝堂弟張西湖代管及居住，直至1952年中華民國國軍進駐洋樓後，張西湖家族搬至洋樓旁新建的樓房居住。
1956年，洋樓被劃出獨立房間設立鼠疫防治處，以有效監視當地的鼠疫狀況。此後1958-1989年期間，洋樓也被用作沙美憲兵隊的駐地，一樓作為寢室和廚房，二樓用作糧食和倉庫。1992年金門戰地政務解除後部隊撤離，洋樓暫借給宗親居住，等待該宗親的新居建成後即遷出，後洋樓由堂侄張晚居代為管理。
1998年，張文帝二房長女張惠英委託金門縣沙美基督長老教會代管洋樓。2016年，張惠英有意將洋樓捐贈予金門縣政府，經大地吳友鏗協助及經過長時間與縣府相關單位協調，最終完成洋樓捐贈手續。2019年，洋樓和文化部文化資產局締約合作，進行分年修復活化再利用。並由沈富春進行「金門縣歷史建築沙美張文帝洋樓修繕暨活化工程」，斥資4千餘萬元，預定完工後，該建築將作為文化部文化資產局金門辦事處使用。開工典禮於2020年3月30日開工，並於2022年9月16日完工。
2023年1月14日，張文帝洋樓舉行修復工程落成暨修復特展啟用典禮，正式對外開放參觀。落成典禮亦邀請參與修復施作的傳統匠師出席建築物未來將規劃作為文化資產修復人才培育基地使用。當前，建築物暫時提供金沙鎮公所作為金沙鎮圖書館臨時場館。
2023年，張文帝洋樓修復工程獲行政院公共工程委員會的金質獎殊榮。

## 建築設計
張文帝洋樓為二層出龜洋樓，屋頂為傳統的四坡水形式，後屋坡設置了一個略呈方形的採光窗。山牆裝飾著各式主題的泥塑作品。其中正立面採用水平連續性凸出的裝飾，並在樑柱立面裝飾了泥塑，橫樑上刻有「1935」字樣。出龜外廊以綠釉花瓶欄杆砌築，也作為外廊前的裝飾構造元素。入口大門门楣上雕刻堂號「清河衍派」，大門兩側及窗楣設置有楹聯。
室內規劃部分，洋樓主結構採用硬山擱檁承重牆系統，空間格局以大門為中軸線，依序出龜外廊、前廳、後廳，廳兩側為房，一樓大廳兩側半廳設有馬約利卡磁磚裝飾，二樓祖廳上方設置了暗厝，在屋頂下方又施作了一面屋坡，降低了屋頂到二樓地板面的距離。此外二樓出龜廊道三面開口及另一獨立空間處設有防盜匪鐵窗及設置「槍孔」，作為防禦性使用。該洋樓運用了許多鐵花窗、剪刀門等鐵製建築物件，負責修復金興團隊指出，當年洋樓的鐵製材料可能是從南洋或福建等地直接原裝運送到金門，然後進行組裝。
國軍進駐時期，樓右後房角樓處於增建廁所用作羈押犯人使用。2022年修復工程後，此角樓上方屋頂的機槍堡及角樓內增設的廁所均予以保留。

## 另見
- 吳心泉宅

## 外部連結
- 沙美〈張文帝洋樓〉光陰的故事 - 金門縣文化局 （页面存档备份，存于）
- 張文帝洋樓 - 金門觀光旅遊網 （页面存档备份，存于）